# 非常大酒店
《非常大酒店》（英語：Fawlty Towers，也译作弗尔蒂旅馆）是一部英國處境喜劇，1975年和1979年在英國廣播公司第二台分别播出了两季共12集。本剧由约翰·克里斯和他时任妻子康尼·布符自编自演。1975年版本由約翰·霍瓦德·戴維斯担任制片人，第二輯則於1979年播放，由杜格拉斯·亞津製作，導演為鮑卜·斯拜也。
此喜劇發生於英國德文郡托基鎮“弗尔蒂旅馆”之內。酒店中有紧张、粗鲁、易被利用的老板和几位职员，他们和顾客间发生的可笑事情。
此劇只製作了十二集，但此系列對以後類似的喜劇產生了很大的影響。2000年，英國電影協會舉辦「100個最偉大英國電視節目」選舉，經資深電影人投票後，選出《非常大酒店》獲冠。 本劇另於2004年獲選為BBC「全英最佳處境喜劇」第5名。

## 起源
“非常大酒店”是根據1970年5月、巨蟒剧团成员在拍摄外景时住留於托基鎮的格蘭伊高酒店（Gleneagles Hotel）的经历所啟發。巨蟒剧团拍攝隊伍拍攝完畢，克里斯和布符停留於該酒店。酒店主人當奴·辛凱萊（Donald Sinclair）十分粗魯，把一個公車時刻表扔到一個想問下班公車何時來的客人面前，對巨蟒团员非常粗鲁，包括把艾瑞克·愛都的行李“當有炸彈”抛出窗外，罵美籍的泰利·基咸的餐桌禮儀不夠英式風格，和要求只住了兩天的迈克尔·帕林和格雷厄姆·查普曼支付兩週房租 。當辛凱萊家人說當奴沒有這麽差時，很多前員工和訪客說實際的當奴是更粗暴的。

## DVD
《非常大酒店全套系列》於2001年10月16日推出DVD，DVD區域碼1、2、4區觀眾可收看。2區也推出了「收藏家版本」。

## 延伸閱讀
- Fawlty Towers: A Worshipper's Companion, Leo Publishing, ISBN 91-973661-8-8
- The Complete Fawlty Towers by John Cleese & Connie Booth (1988, Methuen, London) ISBN 0-413-18390-4  (完全文字版本)

## 外部連結
電視資料庫
- Fawlty Towers at the BBC Guide to Comedy （页面存档备份，存于）
- 互联网电影数据库（IMDb）上《Fawlty Towers》的资料（英文）
- 英國電影學院節目介紹 （页面存档备份，存于）
- BBC美國
- TV IV （页面存档备份，存于）
- Encyclopedia of Television
- British Sitcom Guide （页面存档备份，存于）
- Fawlty Towers 30th Anniversary Special PBS/BBC